# 国鉄7150形蒸気機関車

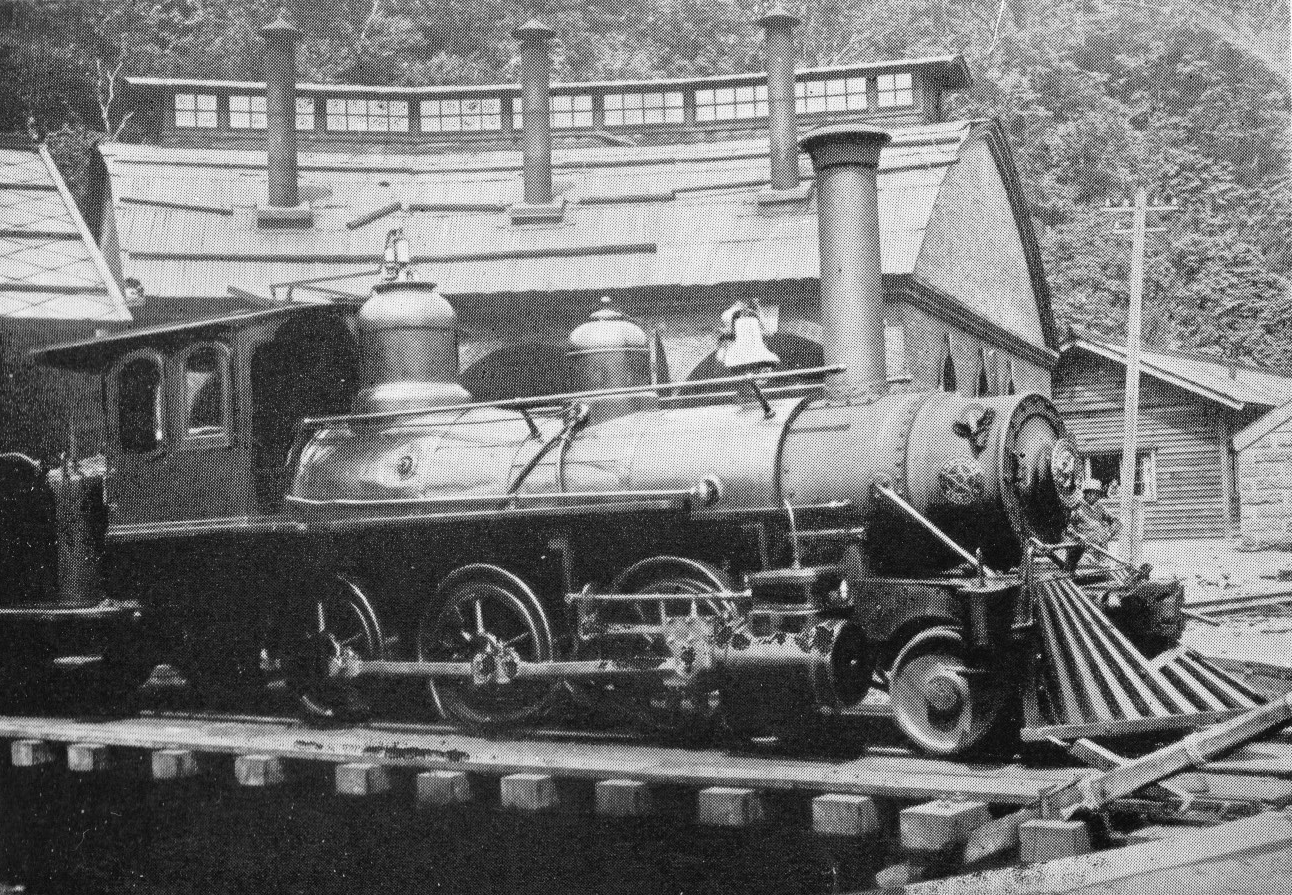
北海道炭礦鉄道30（後の鉄道院7150形）

7150形は、かつて日本国有鉄道（国鉄）の前身である鉄道院（官設鉄道）に在籍した蒸気機関車である。

## 概要
もとは北海道炭礦鉄道が1895年（明治28年）に自社の手宮工場で1両を製造し、1906年（明治39年）に制定された鉄道国有法により、官設鉄道に編入されたものである。官設鉄道の神戸工場で1893年（明治26年）に製造された860形に次ぐ日本における国産第2号機関車であり、現存する最古の国産機関車として知られる。北海道炭礦鉄道ではH形（30）、後にト形と称した。完成時に日本が日清戦争に勝ったことを記念して、大勝（たいしょう。機関車への標記は「大勝號」）の愛称が付されている。

## 構造
北海道炭礦鉄道の前身である官営幌内鉄道が、1880年（明治13年）の開業にあたってアメリカのH. K. ポーター社から輸入した車軸配置2-6-0（1C）形のテンダー機関車の形式「イ」（後の鉄道院7100形。義経、弁慶、しづかなどの愛称で知られる）の台枠や車輪など輸入予備部品を活用して自社工場で組立てたもので、実質的に形式イと同形であるが、上部に曲線を用いてかまぼこ形となった運転台側窓などに独自の意匠が見られる。改装後の形式イと同じく煙突は普通のパイプ形、煙室は延長された形態であるが、前部端梁に取り付けられた牛よけ（カウキャッチャー）など、アメリカ古典蒸機タイプである。
設計は汽車掛長の渡辺信四郎、製作の指揮は手宮工場長の松井三郎によって行なわれたが、製作に関する詳しい記録は残っていない。ただ、1895年秋の完成までに10か月を要したということである。

### 主要諸元
- 全長 : 12,383 mm
- 全高 : 3,394 mm
- 軌間 : 1,067 mm
- 車軸配置 : 2-6-0（1C）
- 動輪直径 : 914 mm（3 ft）
- 弁装置 : スティーブンソン式アメリカ形
- シリンダー（直径×行程） : 305 mm×406 mm
- ボイラー圧力 : 7.0 kg/cm2
- 火格子面積 : 0.93 m2
- 全伝熱面積 : 44.6 m2
  - 煙管蒸発伝熱面積 : 35.0 m2
  - 火室蒸発伝熱面積 : 9.6 m2
- ボイラー水容量 : 1.7 m3
- 小煙管（直径×長サ×数） : 44.5 mm×2,388 mm×121本
- 機関車運転整備重量 : 15.86 t
- 機関車動輪上重量（運転整備時） : 13.96 t
- 機関車動輪軸重（動輪上平均） : 4.65 t
- 炭水車運転整備重量 : 10.93 t
- 炭水車空車重量 : 6.54 t
- 水タンク容量 : 3.00 m3
- 燃料積載量 : 1.52 t
- 機関車性能
  - シリンダー引張力 : 2,460 kg
- ブレーキ装置 : 手ブレーキ（炭水車のみ）、蒸気ブレーキ

## 経歴

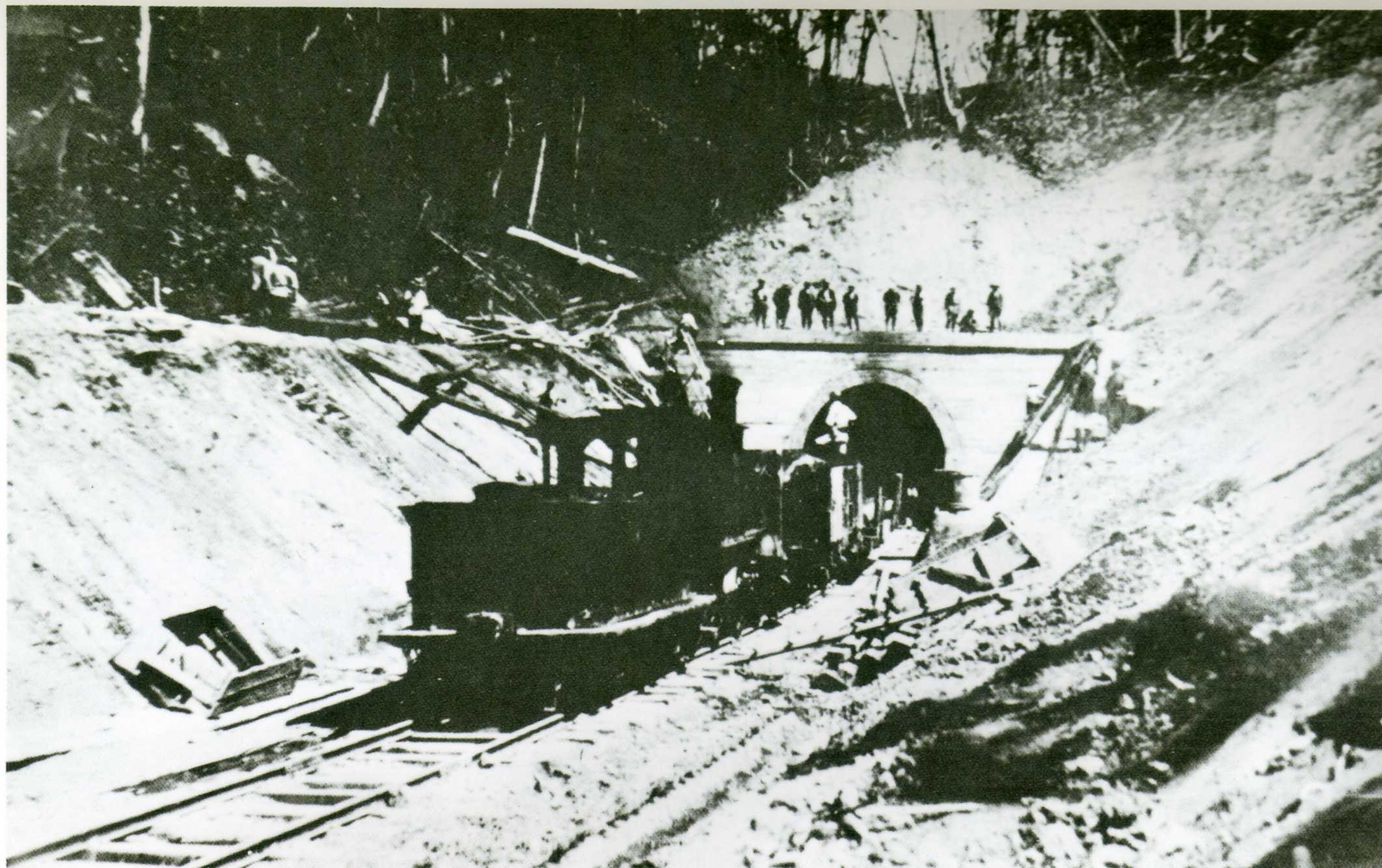
夕張鉄道の建設工事に使用される本形式/1925年頃

本形式は終始手宮（小樽）近辺で使用され、早くに入換用となっていたようである。鉄道国有化を受けて1909年（明治42年）8月に制定された鉄道院の車両形式称号規程では7150形（7150）となった。
1918年（大正7年）には北海道炭礦汽船に払下げられ、夕張鉄道の建設工事や石炭採掘跡を埋め戻すための火山灰の輸送に使用されたが、間もなく休車となり、1938年（昭和13年）には夕張鉄道継立駅構内の機関庫に留置されていた。その後の1943年（昭和18年）、同鉄道若菜辺駅構内に設立された練炭工場で使用されることとなったが、1947年（昭和22年）には再び使用が停止された。
この間に、手宮工場の銘板は失われ、蒸気ドームは当初と異なる形状のものに交換、炭水車も改造が行なわれている。

## 保存

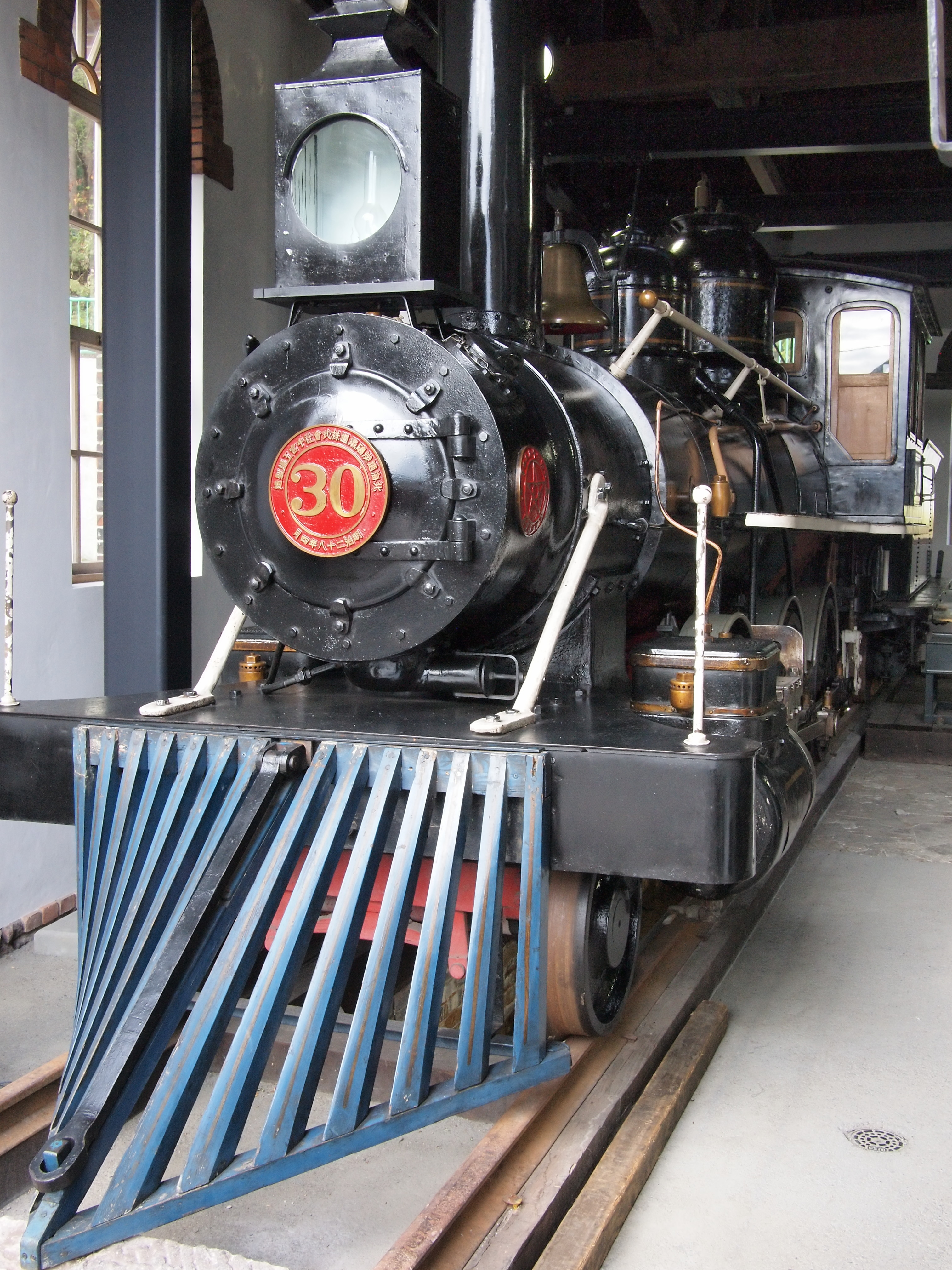
小樽市総合博物館に保存されている本形式

休車となった本形式は、道内に住む鉄道研究家の小熊米雄や島崎英一の尽力により保存されることとなり、1954年（昭和29年）に国鉄苗穂工場で復元が完成した。同年秋には札幌市内の北海道大学植物園の一角に静態保存されたが、1962年（昭和37年）に鉄道開業90年を記念して小樽市手宮に開設された「北海道鉄道記念館」（現在の小樽市総合博物館）に移された。1964年（昭和39年）に準鉄道記念物に指定され、2010年（平成22年）には鉄道記念物に昇格した。